# LEMONADE (THE BAWDIESの曲)
「LEMONADE」（レモネード）は、THE BAWDIESの8作目のシングル。2012年10月31日にビクターエンタテインメントから発売された。

## 収録曲
CD (通常盤)
1. LEMONADE
  - 作詞・作曲：Ryo Watanabe 編曲：NAOKI（LOVE PSYCHEDELICO）

PENTAX「Q10」CMソング
ザ・ファウンデーションズ（英語版）のポップさを持ちつつ、ザ・ロネッツのような甘さをと思い作った曲[1]。
2. GET IT
  - 作詞：Ryo Watanabe 作曲：Yoshihiko Kimura
3. TOUGH LOVER
  - 作詞・作曲：Etta James

Etta Jamesの同名曲のカバー。

CD (初回限定盤)
1. LEMONADE
2. GET IT
3. TOUGH LOVER
4. ROCK ME BABY (LIVE AT ZEPP TOKYO 120626)
  - 作詞・作曲：Ryo Watanabe

Zepp Tokyoでのライブ音源を収録。

DVD (初回限定盤)
1. FRANKEN MOVIE!!

アナログ盤 (7インチ・レコード)
1. LEMONADE
2. GET IT